# 当事者適格
当事者適格（とうじしゃてきかく）とは、個々の訴訟において、当事者として訴訟を追行し、判決などの名宛人となることにより、有効な紛争解決をもたらすことができる地位をいう。
原告についての当事者適格のことを原告適格、被告についての当事者適格のことを被告適格ともいう。また当事者適格を有する者を訴訟追行権を有する者という。
当事者適格は、個々の訴訟において、その者が訴訟を提起する資格があるかどうか、訴訟を提起するのにふさわしい属性を有しているかどうかを問題とするものである。

## 日本法における議論

### 意義
民事訴訟（行政訴訟を含む）で問題となり、当事者適格のない者による訴訟提起、当事者適格のない者に対する訴訟提起は、一般に訴え却下の要件となる（具体的内容を審査した結果、請求に理由がない場合の「棄却」とは一般に区別される。）。
当事者適格を定める意味としては、
- ある者を当事者として本案判決をしても有効適切な紛争解決がなされない場合に、その者の訴訟追行を排除することによる訴訟資源の無駄の排除
- 多数人に関係のある事件について、その関係者の中から訴訟追行に最も適した者を選びだし、その訴訟追行の結果をその他の者にも及ぼすことで訴訟資源の効率化を図る

という2点が指摘されている。

### 基準
訴訟類型について、若干異なるが（詳細は後述）一般に原告と被告に分け（当事者適格が原告適格・被告適格に分かれるのは、当事者が原告・被告に分かれることに対応したものである）、以下のように定義されている。
- 原告適格：判決によって保護されるべき法的利益が帰属する者
- 被告適格：判決により、原告の法的利益が保護されるという関係にある者

#### 給付訴訟
原告が被告に対し一定の給付を求める訴訟においては、一般則に基づき、自分の請求権を主張する者（原告）と、その者によって義務者と主張された者（被告）が当事者である。当事者主義に基づき、その関係は客観的なものではなく、原告の主張によって決せられる。原告の主張により被告とされたものでも、裁判所が当事者適格がないと判断した場合訴えは却下される。

#### 確認訴訟
原告が一定の権利・法的地位等の確認を求める確認訴訟においては、その類型の性格上、訴訟範囲が止め処もなく広がる恐れがある。このため、確認の利益（訴えの利益）が認められる場合にのみ。本類型の訴えが許される。このことから、確認の利益が認められる場合に、当事者適格も認められる。

#### 形成訴訟
形成訴訟においては、原告・被告は法定されている場合が多く、その者のみが当事者適格を有することになる。

#### 行政訴訟
→　行政訴訟#被告適格について を参照のこと。

##### 取消訴訟
取消訴訟#原告適格も参照のこと。
- 取消訴訟の原告適格は、行政事件訴訟法9条1項により「当該処分又は裁決の取消しを求めるにつき法律上の利益を有する者」に認められる。取消訴訟以外の抗告訴訟の原告適格については、別個の規定がある（行訴法36条，37条等）。
- 取消訴訟の被告適格は、処分庁が国や地方自治体に所属する場合には、当該国・地方自治体に認められる（行訴法11条1項）。処分庁が国や地方自治体に所属しない場合、当該処分庁が被告適格を有する（行訴法11条2項）。取消訴訟以外の抗告訴訟も同様である（行訴法38条1項が11条を準用）。

##### 民衆訴訟
民衆訴訟とは、国又は地方公共団体の機関の法規に適合しない行為の是正を求めて、原告が自己の法律上の利益にかかわらない資格（例えば選挙人たる資格）で提起する訴訟を言う（行政事件訴訟法5条）。原告が本案判決による確定について実質的利害関係を有する必要がなくとも訴訟提起できる点が、通常の訴訟と大きく異なる重要な点である。 原告および要件は法定されている。
- 公職選挙法203条・204条・207条（選挙の効力・当選の効力に関する訴訟）
- 地方自治法242条の2（住民訴訟）